# Alexandra Oursouliak
Alexandra Sergueïevna Oursouliak (russe : Алекса́ндра Серге́евна Урсуля́к), née le 4 février 1983 à Moscou (RSFS de Russie), est une actrice russe de cinéma, de théâtre et de télévision.

## Biographie

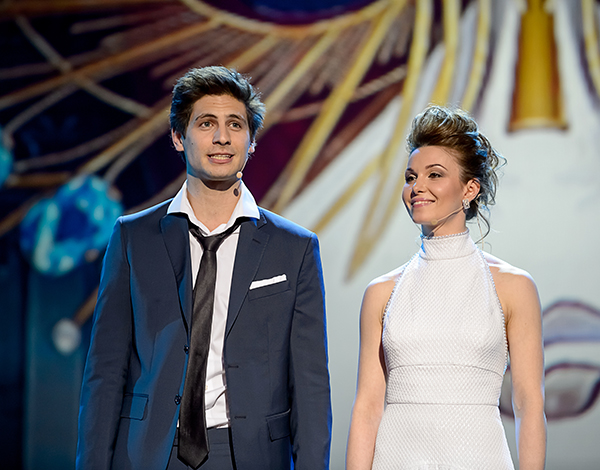
et Alexandra Oursouliak.

Née le 4 février 1983 à Moscou, dans la famille du réalisateur Sergueï Oursouliak (né le 10 juin 1958) et de l'actrice Galina Nadirli (née le 10 mars 1956). Alexandra a une demi-sœur (issue du second mariage de son père), Daria Oursouliak (ru) (née le 2 avril 1989).
En 2003, elle est diplômée du département d'art dramatique de l'école-studio du Théâtre d'Art académique de Moscou (avec pour professeurs Dmitri Brousnikine et Roman Kozak) et est acceptée dans la troupe du Théâtre Pouchkine de Moscou.
Elle enseigne l'art dramatique à l'atelier Iouri Boutoussov de l'Académie russe des arts du théâtre.
Elle fait ses débuts au cinéma en 2003, dans le rôle de Larisa, la fille du chef de gare, dans la série télévisée « Station » d'Andreï Kavoun.
En 2016, associée au danseur professionnel Denis Taguintsev, elle a remporté la dixième saison de l'émission de télévision russe de divertissement Danse avec les stars sur la chaîne Rossiya 1.

### Vie privée
Elle fait un premier mariage avec l'acteur Alexandre Goloubev (ru) (1983-) avec lequel elle a deux filles, puis se met en couple avec le violoniste Andreï Rozendent (1989-), acteur du film Papa en 2004, avec lequel elle a un fils.

## Filmographie
- 2017 : The Spacewalker (Время первых) de Dmitri Kisseliov (ru)
- 2017 : La Jeune fille à la natte (Девушка с косой) d'Olga Popova
- 2018 : L'Insensible (Подбросы) de Ivan I. Tverdovsvki
- 2024 : Regarde-moi (Смотри на меня) de Vladimir Grammatikov
- 2024 : Problèmes familiaux (Семейный переполох) de Evguenia Ioustous
- 2024 : Sur pilote automatique (На автомате) de Boris Akopov (série télévisée)